# لوسیانو ویئتو
لوسیانو داریو ویئتو (اسپانیایی: Luciano Darío Vietto‎؛ زادهٔ ۵ دسامبر ۱۹۹۳) بازیکن فوتبال اهل آرژانتین است و هم اینک برای باشگاه القادسیه بازی می‌کند.